# Station Puybrun
Station Puybrun is een spoorwegstation in de Franse gemeente Puybrun op de lijn Souillac – Viescamp-sous-Jallès, kilometerpunt 648.536.
Het station ligt op 147 m hoogte. Het werd opgericht in 1891 door de Compagnie du chemin de fer de Paris à Orléans.
Het originele stationsgebouw staat er nog steeds, maar is buiten gebruik. Het tweede spoor en perron zijn verwijderd. Het is nu een spoorweghalte, bediend door treinen van de TER Auvergne-Rhône-Alpes tussen Brive-la-Gaillarde en Aurillac.

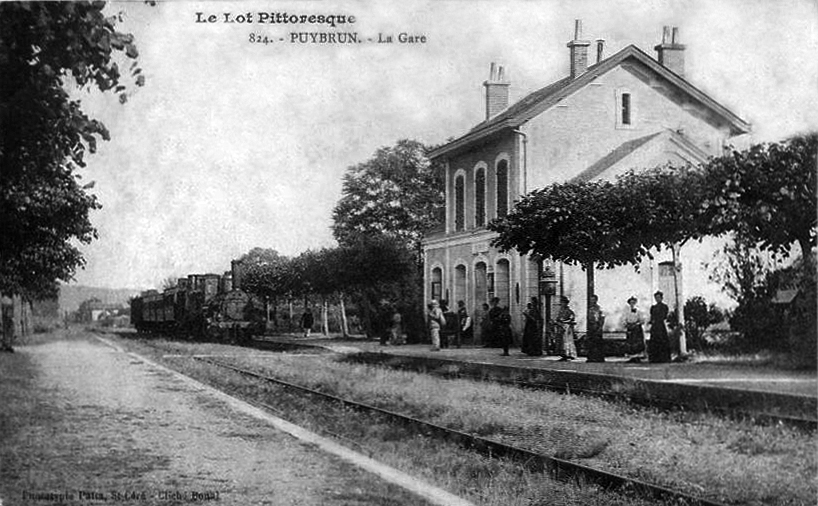
Het station rond 1900